# فرانک مرل
فرانک مرل (انگلیسی: Franck Mérelle؛ زادهٔ ۲۵ مهٔ ۱۹۶۰) بازیکن فوتبال اهل فرانسه است.
از باشگاه‌هایی که در آن بازی کرده‌است می‌توان به باشگاه فوتبال اوسر، باشگاه فوتبال کن، باشگاه فوتبال ستاره سرخ، و باشگاه فوتبال پاری سن ژرمن اشاره کرد.